# Степановская волость (Уфимский кантон)
Степановская волость — административно-территориальная единица в составе Уфимского кантона в составе Автономной Башкирской Советской Республики. Существовала в 1923 (1922) −1930 годах. Волостной центр — село Степановка. В 1930 году в БаССР после реформы административно-территориального деления вместо упраздненных кантонов и волостей появились районы. Территория Степановской волости отошла к Уфимскому району и Блговещенскому району.

## История
С начала 1923 года в АБССР происходило укрупнение волостей. Территория Богородской волости вошла в состав вновь созданной Степановской волости.
В ноябре 1923 года Степановскую волость планировали переименовать в волость имени Карла Маркса, но БашЦИК все же не утвердил решение Уфимского кантисполкома.
К 1925 году в состав волости входили сельсоветы: Глумилинский сельсовет, Богородский сельсовет, Максимовский сельсовет, Степановский сельсовет, Вотикеевский сельсовет, Старо-Александровский сельсовет, Старо-Турбаслинский, Черкасский сельсовет, Чуварез-Тромпеттский сельсовет, Верхне-Изякский сельсовет, Нижне-Изякский сельсовет.
По данным на 1926 год 89 населённых пунктов.
20 августа 1930 года Уфимский кантон упразднён.

В конце 1931 года был образован Черниковский поселковый совет, куда вошла территории Богородского, Максимовского и большая часть Степановского сельсоветов. Меньшая часть сохранялась в составе Уфимского района БАССР вплоть до 1957 года, когда бывший волостной центр Степановка и соседняя деревня Тимашево вошли в состав Орджоникидзевского района города Уфы.